# Руслана
Руслана Степанивна Лижичко (укр. Русла́на Степа́нівна Лижи́чко; Лавов, 24. мај 1973) украјинска је поп певачица, музичарка и активисткиња. Руслана је победила на Песми Евровизије 2004. године са песмом Wild Dance, коју је извела на енглеском и делимично на украјинском језику.
У периоду од 2006. до 2007. године је била народни посланик у Врховној скупштини Украјине, а представљала је једну од водећих личности Евромајдана.

## Дискографија
| Албуми:                                                                           | Синглови:                               |
| - (1998) - (2000) - (2001) - (2002) - (2003) - (2004) - Club'in (2005) - , (2005) | - 2004–"" - 2004–"" - 2005–"" - 2006–"" |